# Пармер (округ, Техас)
Шаблон:StateAbbr_ 34°32′ пн. ш. 102°47′ зх. д. / 34.53° пн. ш. 102.78° зх. д.
Округ Пармер (англ. Parmer County) — округ (графство) у штаті Техас, США. Ідентифікатор округу 48369.

## Історія
Округ утворений 1876 року.

## Демографія
За даними перепису 2000 року загальне населення округу становило 10016 осіб, зокрема міського населення було 3882, а сільського — 6134. Серед мешканців округу чоловіків було 4956, а жінок — 5060. В окрузі було 3322 домогосподарства, 2616 родин, які мешкали в 3732 будинках. Середній розмір родини становив 3,43.
Віковий розподіл населення поданий у таблиці:
| Стать    | До 15 років | 15-21 | 22-29 | 30-39 | 40-49 | 50-65 | 65-85 | Понад 85 |
| -------- | ----------- | ----- | ----- | ----- | ----- | ----- | ----- | -------- |
| Чоловіки | 1424        | 579   | 432   | 643   | 671   | 687   | 470   | 50       |
| Жінки    | 1300        | 547   | 471   | 694   | 619   | 675   | 603   | 151      |

## Суміжні округи
- Деф-Сміт — північ
- Кастро — схід
- Лемб — південний схід
- Бейлі — південь
- Каррі, Нью-Мексико —  захід (Гірський час)

## Виноски
1. ↑  U.S. Decennial Census. United States Census Bureau. Архів оригіналу за 26 квітня 2015. Процитовано 6 травня 2015.
2. ↑  Texas Almanac: Population History of Counties from 1850–2010 (PDF). Texas Almanac. Архів оригіналу (PDF) за 26 лютого 2015. Процитовано 6 травня 2015.
3. ↑  State & County QuickFacts. United States Census Bureau. Архів оригіналу за 18 жовтня 2011. Процитовано 22 грудня 2013.(англ.) Наведено за англійською вікіпедією.
4. ↑  American FactFinder. Бюро перепису населення США. Архів оригіналу за 26 лютого 2012. Процитовано 31 січня 2008.

| США | Це незавершена стаття з географії США. Ви можете допомогти проєкту, виправивши або дописавши її. |